# Huevos al vapor chinos
Los huevos al vapor chinos son un plato chino casero presente en toda China. Se prepara batiendo los huevos hasta una consistencia parecida a la necesaria para hacer una tortilla y cociéndolos entonces al vapor.

## Preparación
Como en el caso de la tortilla francesa, pueden añadirse otros líquidos al plato, como agua, caldo de pollo o leche de soja. El objeto de añadir líquidos extras es obtener una textura más tierna y un sabor extra. También pueden añadirse otros ingredientes sólidos como cerdo picado, pollos picado y cebolleta. La mezcla de huevo se vierte entonces en un cuenco, que se introduce en una vaporera, cociéndola hasta que está lista. Los huevos deben cocerse justo hasta que estén firmes, de forma que su textura siga siendo suave y sedoso.

## Variedades
Las versiones caseras suelen llevar cebolleta, huevo centenario, huevo de pato en salazón o gamba seca. El sabor suele ser salado. A menudo se incluyen diferentes carnes, como cerdo o gamba picada, antes de cocer.
También puede tomarse con salsa de soja.